# 2021年聖何塞槍擊案
2021年5月26日，美國加利福尼亚州圣何塞的圣塔克拉拉谷交通局铁路站场发生了一起大规模枪击事件。事件造成10人死亡，其中包括枪手57岁的圣塔克拉拉谷交通局雇员塞缪尔·詹姆斯·卡西迪（Samuel James Cassidy），兇手在行兇後开枪自杀。

## 兇手
兇手塞缪尔·詹姆斯·卡西迪2012年進入圣塔克拉拉谷交通局工作。剛開始的两年，他是圣塔克拉拉谷交通局的一名机械师，后来他开始维护变电站。兇手的前妻表示嫌犯經常生气，工作當中也是如此，兇手對他的同事以及圣塔克拉拉谷交通局不滿，因为他认为这是一份不公平的工作。一位与塞缪尔·詹姆斯·卡西迪约会過的女性曾在2009年对他提出了禁制令，指控他情绪不穩，并且還會酗酒。